# Blossia nigripalpis
Espèce
Synonymes
- Blossiola nigripalpis Roewer, 1933
- Blossiola nigripalpis agriope Delle Cave & Simonetta, 1971

Blossia nigripalpis est une espèce de solifuges de la famille des Daesiidae.

## Distribution
Cette espèce se rencontre en Israël et en Somalie.

## Description
La femelle holotype mesure 7 mm.

## Liste des espèces
Selon Solifuges of the World (version 1.0) :
- Blossia nigripalpis agriope (Delle Cave & Simonetta, 1971) de Somalie
- Blossia nigripalpis nigripalpis (Roewer, 1933) d'Israël

## Publication originale
- Roewer, 1933 : Solifuga, Palpigrada. Dr. H.G. Bronn's Klassen und Ordnungen des Thier-Reichs, wissenschaftlich dargestellt in Wort und Bild. Akademische Verlagsgesellschaft M. B. H., Leipzig. Fünfter Band: Arthropoda; IV. Abeitlung: Arachnoidea und kleinere ihnen nahegestellte Arthropodengruppen, vol. 2/3, p. 161–480 (texte intégral).
- Delle Cave & Simonetta, 1971 : A tentative revision of the Daesiidae (Arachnida, Solifugae) from Ethiopia and Somalia. Monitore Zoologico Italiano, vol. 4 supplemento, p. 33-77.